# Peña Chabarico
Peña Chabarico är en ort i Mexiko.   Den ligger i kommunen Ocosingo och delstaten Chiapas, i den sydöstra delen av landet, 800 km öster om huvudstaden Mexico City. Peña Chabarico ligger 674 meter över havet och antalet invånare är 455.
Terrängen runt Peña Chabarico är huvudsakligen kuperad, men åt sydväst är den platt. Runt Peña Chabarico är det glesbefolkat, med 16 invånare per kvadratkilometer. Närmaste större samhälle är Lacandón, 17,2 km öster om Peña Chabarico. I omgivningarna runt Peña Chabarico växer i huvudsak städsegrön lövskog.